# قطعنامه ۱۹۸۵ شورای امنیت
قطعنامه ۱۹۸۵ شورای امنیت سازمان ملل متحد که در تاریخ ۱۰ ژوئن ۲۰۱۱ تصویب شد، سندی بین‌المللی دربارهٔ عدم گسترش جنگ‌افزار هسته‌ای جمهوری دمکراتیک خلق کره است. این قطعنامه طی نشست ۶۵۵۳ام با ۱۵ رای موافق، ۰ مخالف و ۰ ممتنع تصویب شد.